# Frank Sacherer
Franklin James „Frank“ Sacherer (* 22. Mai 1940 in San Francisco; † 31. August 1978 in den Grandes Jorasses in den französischen Alpen) war ein US-amerikanischer Physiker und Kletterer.
Sacherer machte seinen Bachelor-Abschluss an der University of California, San Francisco und studierte ab 1960 an der University of California, Berkeley, an der er 1968 bei Lloyd Smith über die Theorie von Teilchenbeschleunigern, promoviert wurde. 1967 ging er ans CERN nach Genf, wo er 1970 fest angestellt wurde und theoretisch über stochastische Kühlung (für die er ein führender Experte war) und kollektive Effekte in Teilchenstrahlen arbeitete, die in vielen Fällen die erreichbare Luminosität begrenzen. Er war am Super-Protonen-Synchrotron (SPS) beteiligt, mit dem später die Entdeckung der W- und Z-Bosonen gelang (Nobelpreise für Carlo Rubbia und für stochastische Kühlung für Simon van der Meer).
Als Kletterer war er in seiner aktiven Zeit 1960 bis 1965 eine Legende in der Kletter-Szene im Yosemite-Tal, darunter einige Erstbegehungen (FA) und insbesondere freie Erstbegehungen (FFA), zum Beispiel die Salathé-Route am Half Dome (FFA 1964, mit Bob Kamps, Andy Lichtman), die East Buttress im Middle Cathedral Rock im Yosemite (FFA mit Ed Leeper 1965). Die Sacherer-Spalte (Sacherer Crack) am El Capitan ist nach ihm benannt. (Sacherer, Mike Sherrick 1964). 1966 musste er die Aktivitäten aufgeben (und kletterte schon zuvor meist nur an Wochenenden), da er mit seiner Dissertation und danach seiner Karriere als Physiker eingespannt war. In seiner Zeit am CERN kletterte er in den Alpen. 1978 geriet er mit dem jungen theoretischen Physiker Joseph Weis in der Route The Shroud (Le Linceul, ein fast senkrechtes Eisfeld nahe dem Walker-Pfeiler in der Nordwand) in den Grandes Jorasses beim Abstieg in einen Sturm und starb zusammen mit Weis. Seine Asche wurde im Yosemite Tal nahe seinen bevorzugten Kletterrouten verstreut.
Der Frank Sacherer Preis der European Physical Society für Nachwuchswissenschaftler auf dem Gebiet Teilchenbeschleuniger ist nach ihm benannt.